# 波普勒格羅夫鎮區 (明尼蘇達州羅索縣)
波普勒格羅夫鎮區（英語：Poplar Grove Township）是位於美國明尼蘇達州羅索縣的一個行政鎮區。

## 地方資料
波普勒格羅夫鎮區的面積為93.15平方千米，當中陸地面積為93.10平方千米，而水域面積為0.05平方千米。根據2020年美國人口普查的數據，當地共有人口81人，而人口密度為每平方千米0.87人。